# Campeonato Paulista 1993
In 1993 werd het 92ste Campeonato Paulista gespeeld voor voetbalclubs uit de Braziliaanse staat São Paulo. De competitie werd georganiseerd door de FPF en werd gespeeld van 23 januari tot 12 juni. Palmeiras werd kampioen. 
De eerste fase werd in twee groepen verdeeld. In groep A zaten de clubs die het beste presteerden in seizoen 1992. Na dit seizoen werd het aantal clubs in de hoogste klasse drastisch verminderd, twaalf clubs uit de groep A en vier uit de groep B, de anderen gingen in de tweede klasse spelen, de clubs die in de tweede klasse speelden gingen naar de derde klasse. 

## Eerste fase

### Groep A
| Plaats | Club             | Wed. | W  | G  | V  | Saldo | Ptn. |
| ------ | ---------------- | ---- | -- | -- | -- | ----- | ---- |
| 1.     | Palmeiras        | 30   | 19 | 6  | 5  | 53:27 | 44   |
| 2.     | São Paulo        | 30   | 16 | 7  | 7  | 53:24 | 39   |
| 3.     | Corinthians      | 30   | 16 | 7  | 7  | 59:34 | 39   |
| 4.     | Santos           | 30   | 16 | 7  | 7  | 55:41 | 39   |
| 5.     | Guarani          | 30   | 15 | 6  | 9  | 41:41 | 36   |
| 6.     | Rio Branco       | 30   | 13 | 10 | 7  | 43:32 | 36   |
| 7.     | Mogi Mirim       | 30   | 11 | 14 | 5  | 43:32 | 36   |
| 8.     | União São João   | 30   | 12 | 11 | 7  | 45:35 | 35   |
| 9.     | Bragantino       | 30   | 11 | 8  | 11 | 33:34 | 30   |
| 10.    | Portuguesa       | 30   | 8  | 10 | 12 | 48:52 | 26   |
| 11.    | Ponte Preta      | 30   | 7  | 11 | 12 | 32:41 | 25   |
| 12.    | Ituano           | 30   | 9  | 6  | 15 | 31:42 | 24   |
| 13.    | XV de Piracicaba | 30   | 4  | 13 | 13 | 29:47 | 21   |
| 14.    | Juventus         | 30   | 5  | 7  | 18 | 30:60 | 17   |
| 15.    | Marília          | 30   | 4  | 9  | 17 | 30:49 | 17   |
| 16.    | Noroeste         | 30   | 5  | 6  | 19 | 26:60 | 16   |

|  | Gekwalificeerd voor tweede fase |
|  | Degradatie                      |

### Groep B
De nummers vijf tot veertien degradeerden.
| Plaats | Club             | Wed. | W  | G  | V  | Saldo | Ptn. |
| ------ | ---------------- | ---- | -- | -- | -- | ----- | ---- |
| 1.     | Novorizontino    | 26   | 14 | 8  | 4  | 55:25 | 36   |
| 2.     | Ferroviária      | 26   | 13 | 10 | 3  | 47:26 | 36   |
| 3.     | América          | 26   | 15 | 5  | 6  | 41:24 | 35   |
| 4.     | Santo André      | 26   | 11 | 10 | 5  | 33:23 | 32   |
| 5.     | São José         | 26   | 9  | 11 | 6  | 27:23 | 29   |
| 6.     | Sãocarlense      | 26   | 9  | 8  | 9  | 38:36 | 26   |
| 7.     | Taquaritinga     | 26   | 9  | 8  | 9  | 29:30 | 26   |
| 8.     | Araçatuba        | 26   | 8  | 10 | 8  | 26:31 | 26   |
| 9.     | Botafogo         | 26   | 8  | 9  | 9  | 25:23 | 25   |
| 10.    | São Caetano      | 26   | 10 | 3  | 13 | 32:38 | 23   |
| 11.    | XV de Jaú        | 26   | 8  | 7  | 11 | 34:35 | 23   |
| 12.    | Inter de Limeira | 26   | 6  | 6  | 14 | 21:37 | 18   |
| 13.    | Olímpia          | 26   | 5  | 6  | 15 | 21:44 | 16   |
| 14.    | Catanduvense     | 26   | 3  | 7  | 16 | 20:54 | 13   |

|  | Gekwalificeerd voor tweede fase en voor seizoen 1994 |
|  | Gekwalificeerd voor seizoen 1994                     |

## Tweede fase

### Groep 1
| Plaats | Club        | Wed. | W | G | V | Saldo | Ptn. |
| ------ | ----------- | ---- | - | - | - | ----- | ---- |
| 1.     | Palmeiras   | 6    | 6 | 0 | 0 | 15:3  | 12   |
| 2.     | Guarani     | 6    | 2 | 2 | 2 | 6:6   | 6    |
| 3.     | Ferroviária | 6    | 1 | 2 | 3 | 4:10  | 4    |
| 4.     | Rio Branco  | 6    | 0 | 2 | 4 | 4:12  | 2    |

|  | Gekwalificeerd voor finale |

### Groep 2
| Plaats | Club          | Wed. | W | G | V | Saldo | Ptn. |
| ------ | ------------- | ---- | - | - | - | ----- | ---- |
| 1.     | Corinthians   | 6    | 4 | 1 | 1 | 8:3   | 9    |
| 2.     | São Paulo     | 6    | 4 | 0 | 2 | 14:6  | 8    |
| 3.     | Santos        | 6    | 2 | 1 | 3 | 10:15 | 5    |
| 4.     | Novorizontino | 6    | 1 | 0 | 5 | 6:14  | 2    |

|  | Gekwalificeerd voor finale |

## Finale
|             |             |       |           |                                         |
| 6 juni Heen | Corinthians | 1 – 0 | Palmeiras | Morumbi, São Paulo Toeschouwers: 93.736 |
| 6 juni Heen | Viola 13'   |       |           | Morumbi, São Paulo Toeschouwers: 93.736 |

|               |                                             |       |             |                                          |
| 12 juni Terug | Palmeiras                                   | 4 – 0 | Corinthians | Morumbi, São Paulo Toeschouwers: 104.401 |
| 12 juni Terug | Zinho 36' Evair 74', 100' (pen) Edílson 83' |       |             | Morumbi, São Paulo Toeschouwers: 104.401 |

## Kampioen
| Campeonato Paulista de 1994    |
| São Paulo                      |
| ------------------------------ |
| PALMEIRAS Kampioen (19° titel) |